# Santa Cecilia, Totolapa
Santa Cecilia är en ort i Mexiko.   Den ligger i kommunen Totolapa och delstaten Chiapas, i den sydöstra delen av landet, 800 km öster om huvudstaden Mexico City. Santa Cecilia ligger 705 meter över havet och antalet invånare är 210.
Terrängen runt Santa Cecilia är kuperad åt sydväst, men åt nordost är den bergig. Runt Santa Cecilia är det ganska glesbefolkat, med 50 invånare per kvadratkilometer. Närmaste större samhälle är Acala, 14,8 km väster om Santa Cecilia. Omgivningarna runt Santa Cecilia är en mosaik av jordbruksmark och naturlig växtlighet.